# Harvard Business Review
Harvard Business Review – amerykański dwumiesięcznik wydawany przez Harvard Business School Publishing należące do Harvard Business School. 

## Opis
Pierwszy numer czasopisma ukazał się w 1922 roku. Jest ono uznawane za jedno z najbardziej opiniotwórczych na świecie w obszarze zarządzania strategicznego i praktyki zarządzania. 
Na łamach pisma, swoje artykuły zamieszczali m.in. Michael E. Porter, Philip Kotler, Robert S. Kaplan i Peter F. Drucker. W „Harvard Business Review“ publikowane były pierwsze koncepcje związane z takimi pojęciami biznesowymi jak balanced scorecard, reengineering, globalizacja i marketing myopia.
Magazyn posiada kilka edycji krajowych. Do czerwca 2020 roku posiadał też edycję polską („Harvard Business Review Polska“).